# Liste des gouverneurs de Washington
Cet article est une liste des gouverneurs de l'État américain de Washington (en anglais : Governor of Washington). La fonction est occupée par Bob Ferguson, membre du Parti démocrate, depuis le 15 janvier 2025.

## Système électoral
Le gouverneur de l'État de Washington est élu pour un mandat de quatre ans au scrutin uninominal majoritaire à un tour.

## Liste des gouverneurs du territoire de Washington (1853-1889)
| No | Nom                     | Mandat    | Parti politique | Parti politique |
| -- | ----------------------- | --------- | --------------- | --------------- |
| 1  | Isaac Stevens           | 1853-1857 |                 | Démocrate       |
| 2  | LaFayette McMullen      | 1857-1859 |                 | Démocrate       |
| 3  | Richard Gholson         | 1859-1861 |                 | Démocrate       |
| 4  | William H. Wallace      | 1861-1861 |                 | Républicain     |
| 5  | William Pickering       | 1862-1866 |                 | Républicain     |
| 6  | George E. Cole          | 1866-1867 |                 | Démocrate       |
| 7  | Marshall F. Moore       | 1867-1869 |                 | Républicain     |
| 8  | Alvan Flanders          | 1869-1870 |                 | Républicain     |
| 9  | Edward S. Salomon       | 1870-1872 |                 | Républicain     |
| 10 | Elisha Peyre Ferry      | 1872-1880 |                 | Républicain     |
| 11 | William Augustus Newell | 1880-1884 |                 | Républicain     |
| 12 | Watson Carvosso Squire  | 1884-1887 |                 | Républicain     |
| 13 | Eugene Semple           | 1887-1889 |                 | Démocrate       |
| 14 | Miles Conway Moore      | 1889-1889 |                 | Républicain     |

## Liste des gouverneurs de l'État de Washington (depuis 1889)
| No | Nom                | Mandat      | Parti politique | Parti politique          |
| -- | ------------------ | ----------- | --------------- | ------------------------ |
| 1  | Elisha Peyre Ferry | 1889-1893   |                 | Républicain              |
| 2  | John McGraw        | 1893-1897   |                 | Républicain              |
| 3  | John Rankin Rogers | 1897-1901   |                 | Populiste puis démocrate |
| 4  | Henry McBride      | 1901-1905   |                 | Républicain              |
| 5  | Albert Mead        | 1905-1909   |                 | Républicain              |
| 6  | Samuel Cosgrove    | 1909-1909   |                 | Républicain              |
| 7  | Marion Hay         | 1909-1913   |                 | Républicain              |
| 8  | Ernest Lister      | 1913-1919   |                 | Démocrate                |
| 9  | Louis Hart         | 1919-1925   |                 | Républicain              |
| 10 | Roland Hartley     | 1925-1933   |                 | Républicain              |
| 11 | Clarence Martin    | 1933-1941   |                 | Démocrate                |
| 12 | Arthur Langlie     | 1941-1945   |                 | Républicain              |
| 13 | Monrad Wallgren    | 1945-1949   |                 | Démocrate                |
| 14 | Arthur Langlie     | 1949-1957   |                 | Républicain              |
| 15 | Albert Rosellini   | 1957-1965   |                 | Démocrate                |
| 16 | Daniel J. Evans    | 1965-1977   |                 | Républicain              |
| 17 | Dixy Lee Ray       | 1977-1981   |                 | Démocrate                |
| 18 | John Spellman      | 1981-1985   |                 | Républicain              |
| 19 | Booth Gardner      | 1985-1993   |                 | Démocrate                |
| 20 | Mike Lowry         | 1993-1997   |                 | Démocrate                |
| 21 | Gary Locke         | 1997-2005   |                 | Démocrate                |
| 22 | Christine Gregoire | 2005-2013   |                 | Démocrate                |
| 23 | Jay Inslee         | 2013-2025   |                 | Démocrate                |
| 24 | Bob Ferguson       | depuis 2025 |                 | Démocrate                |